# San Ignacio de Arareko
San Ignacio de Arareko è una comunità Tarahumara Rarámuri situata nel comune di Bocoyna, nella Sierra Madre Occidentale, nello stato di Chihuahua in Messico.

## Storia
La Missione di San Ignacio de Arareko fu fondata nel 1746 da missionari gesuiti che cercavano di diffondere la loro fede tra le comunità indigene della regione. Di conseguenza, questa missione fungeva sia da luogo di culto che da insediamento, svolgendo un ruolo fondamentale nel plasmare lo stile di vita locale. Nel corso dei secoli, la missione ha resistito alla prova del tempo ed è stata testimone dei colpi di scena degli eventi storici, dalla Guerra d'Indipendenza messicana alla Rivoluzione. Il riconoscimento di San Ignacio de Arareko fu richiesto il 26 maggio 1918 e fu concesso definitivamente con risoluzione presidenziale il 27 settembre 1928, a beneficio di 165 agricoltori con 9.568 ettari. La delibera indicava che tali terreni dovevano essere restituiti, ma poiché erano privi di titoli primari e non rispondevano ai requisiti stabiliti dalla Legge del 6 gennaio 1915 e dall'articolo 27 della Costituzione, i terreni furono concessi per dotazione. Una richiesta di espansione fu avanzata il 22 giugno 1937 e la sua esecuzione con risoluzione presidenziale avvenne il 18 settembre 1940, con la quale Arareko raggiunse una superficie di 10.889 ettari, a beneficio di altri 85 coltivatori. Dal 20 novembre 1911, appartiene al comune di Bocoyna.

## Amministrazione
San Ignacio de Arareko, appartiene al municipio di Bocoyna è quindi una sua frazione, il sindaco e la giunta comunale hanno sede a Bocoyna. Come nella maggior parte dei comuni del Messico, il sindaco e la giunta comunale vengono eletti ogni tre anni.

## Clima
L'altitudine di 2330 metri, conferisce a San Ignacio un clima fresco e subtropicale dell'altopiano, caratterizzato da giornate miti e notti fredde con gelate che si verificano quasi tutte le mattine da ottobre ad aprile, con temperature che possono scendere anche a -15°, le temperature diurne in questi mesi rimangono fresche. Le precipitazioni durante l'inverno sono poche, le nevicate sono particolarmente comuni, anche se si verificano in media solo 4 o 5 giorni all'anno, (più frequentemente sulle cime delle montagne vicine). Lo spessore della neve, in alcuni periodi dell'anno, può arrivare fino a 10-15 centimetri. I mesi più caldi vanno da maggio a settembre, anche se le notti possono comunque essere fredde.
| Mesi                         | Gen. | Feb. | Mar. | Apr. | Mag. | Giu. | lug. | Ago. | Set. | Ott. | Nov. | Dic. | Annuale |
| ---------------------------- | ---- | ---- | ---- | ---- | ---- | ---- | ---- | ---- | ---- | ---- | ---- | ---- | ------- |
| Temperatura massima (°C)     | 22   | 22   | 25   | 26   | 30   | 33   | 33   | 29   | 28   | 28   | 26   | 24   | 33      |
| Temperatura mínima (°C)      | -21  | -19  | -12  | -9   | -8   | -1   | 3    | 2    | 0    | -5   | -15  | -24  | -24     |
| Giorni di pioggia (≥ 0.5 mm) | 5.3  | 3.7  | 2.2  | 2.1  | 2.2  | 9.3  | 19.5 | 17.3 | 11.7 | 4.1  | 4.0  | 5.7  | 87.1    |
| Giorni di neve (≥ 0.5 cm)    | 1.38 | 0.61 | 0.72 | 0.08 | 0    | 0    | 0    | 0    | 0    | 0    | 0.42 | 0.70 | 3.9     |
| Periodo: 1971-2000 (INEGI)   |      |      |      |      |      |      |      |      |      |      |      |      |         |

## Demografia e cultura
Non si ha un numero esatto degli abitanti, si stima che la popolazione dei Tarahumara, nello stato di Chihuahua, si aggiri fra i 50.000 e i 70.000 individui, mentre nella sola San Ignacio, vi sarebbero circa 240 famiglie per un totale di oltre 1100 persone, la stima degli abitanti è stata ricava il 30 novembre 2023, in base ad aiuti alimentari inviati dallo stato di Chihuaha, alle suddette famiglie.

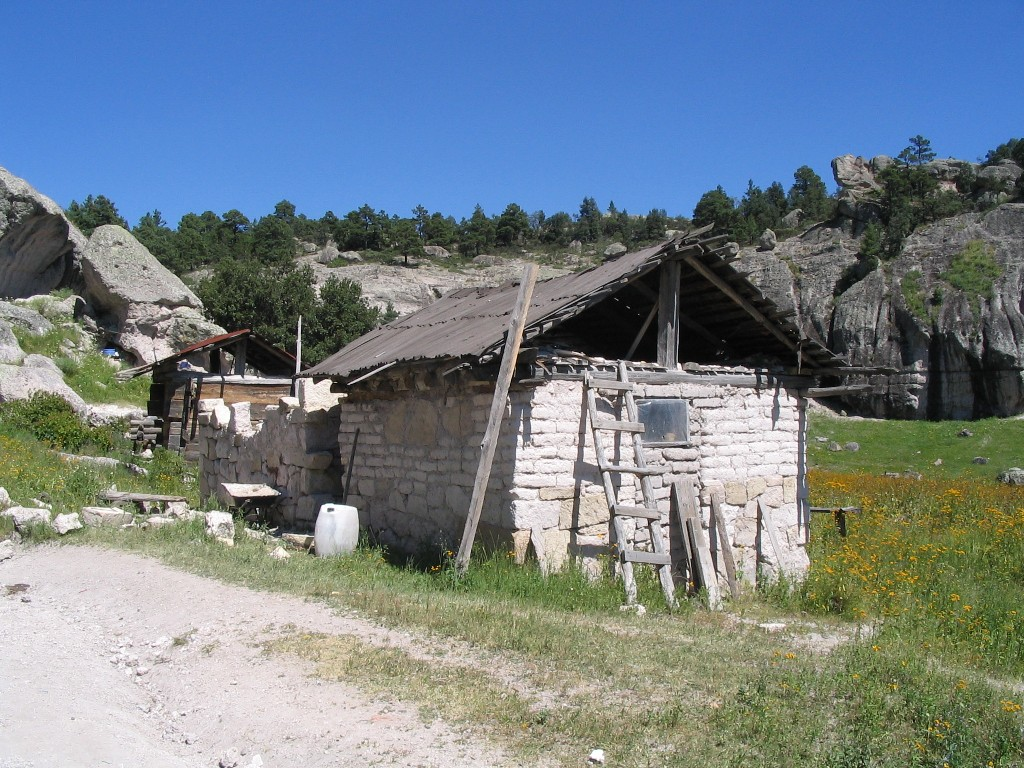
Casa Tarahumara tradizionale

I Tarahumara Rarámuri, cui nome significa corridori a piedi, ("rara" piede e "muri" correre), sono praticamente gli unici ad abitare San Ignacio. Per loro è sinonimo di persone o esseri umani. Abitano la parte della Sierra Madre Occidentale che attraversa lo stato di Chihuahua e il sud-ovest di Durango e Sonora. Condividono questo territorio con i Tepehuanes, i Pimas, e i Guarojíos. Dei gruppi originari della regione, i Tarahumara sono il più numeroso e abita uno spazio più ampio rispetto agli altri, motivo per cui il suo territorio è chiamato anche Sierra Tarahumara. La maggior parte ha ancora uno stile di vita tradizionale: vivono in ripari naturali come le grotte fra le montagne o in piccole capanne di legno o di pietra. Il linguaggio Tarahumara è della famiglia uto-azteca. Benché in declino a causa dell'invadenza dello spagnolo, è ancora ampiamente parlato dai Tarahumara, tanto che tra di loro parlano principalmente il rarámuri, lo spagnolo viene appreso successivamente nelle scuole. A San Ignacio vicino alla chiesa è presente una scuola elementare, i bambini che la frequentano provengono spesso da villaggi molto distanti dalla scuola, i quali possono rimanere a vivere nella stessa, usufruendo di dormitorio e mensa gratuiti e ritornano nelle loro famiglie il fine settimana e durante le vacanze scolastiche.

## Economia

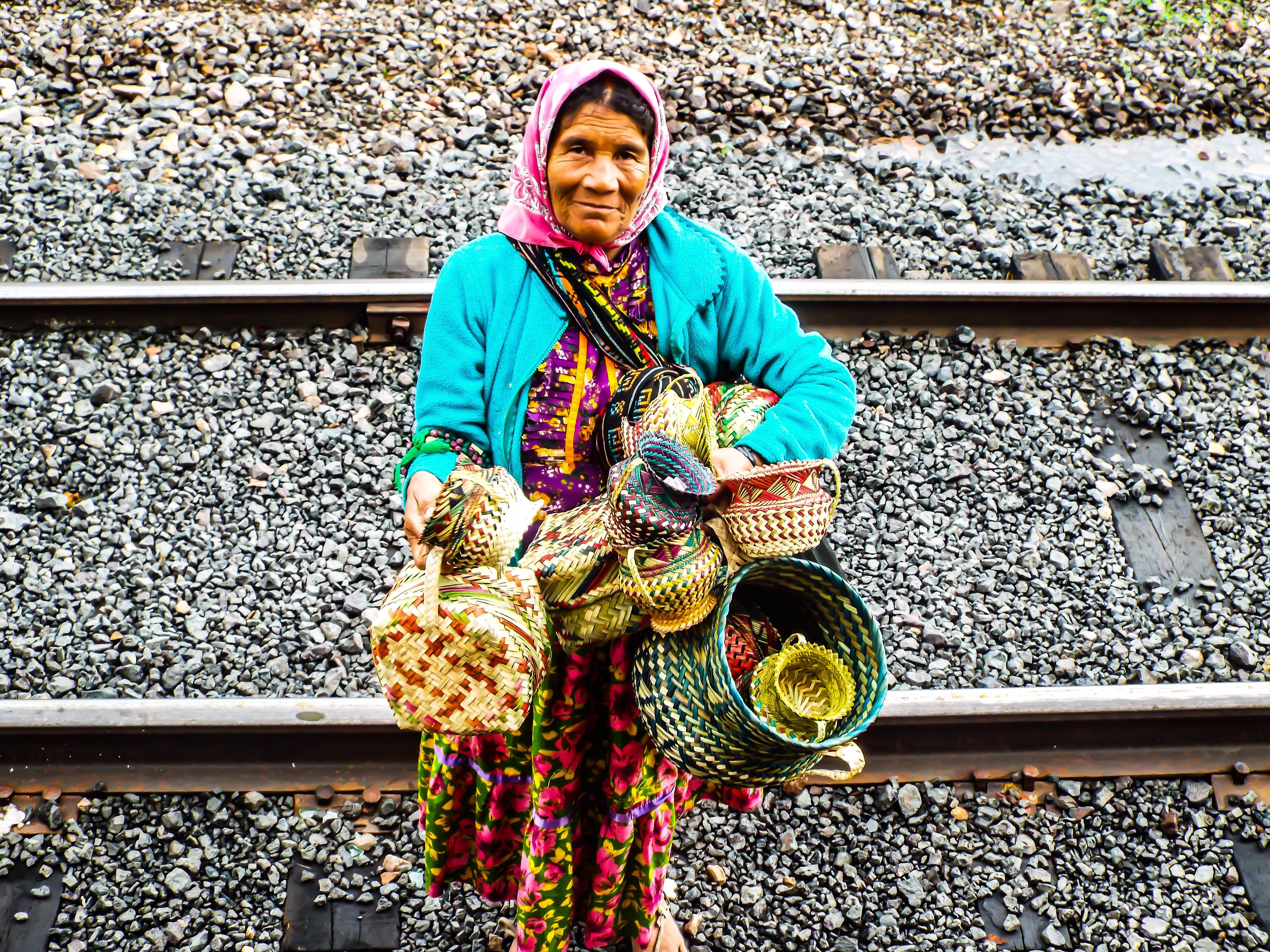
Anziana Tarahumara vendendo artigianato alla stazione di Creel

Prima dell'arrivo del turismo di massa, l'economia locale era basata in maggior parte sulla coltivazione del mais e fagioli, molto praticato è anche l'allevamento e molti Tarahumara sono transumanti, anche se la coltivazione del mais e dei fagioli e l'allevamento ancora continuano, dalla fine degli anni '80, il turismo ha spostato molti Tarahumara a vendere più oggetti di artigianato, come cesti intrecciati, scialli di vari colori, sciarpe, vasi decorati, bastoni intagliati e magneti da frigo. Alcuni Tarahumara attendono i turisti che arrivano in treno nella vicina stazione di Creel, per vendere loro direttamente i souvenir, che è un modo per non dover pagare intermediari. Nelle cosiddette "Valli de las Ranas, los Hongos e los Monjes", e il Lago de Arareco, sono presenti numerose bancarelle di artigianato.

## Luoghi di interesse

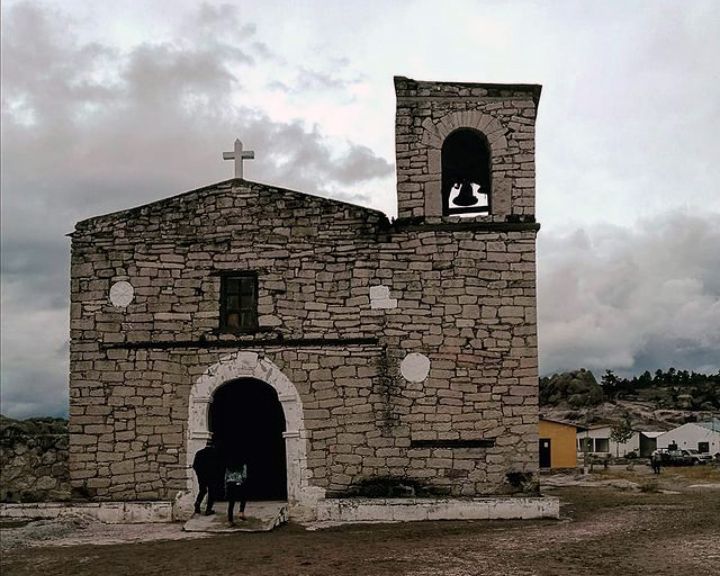
Chiesa di San Ignacio de Arareko

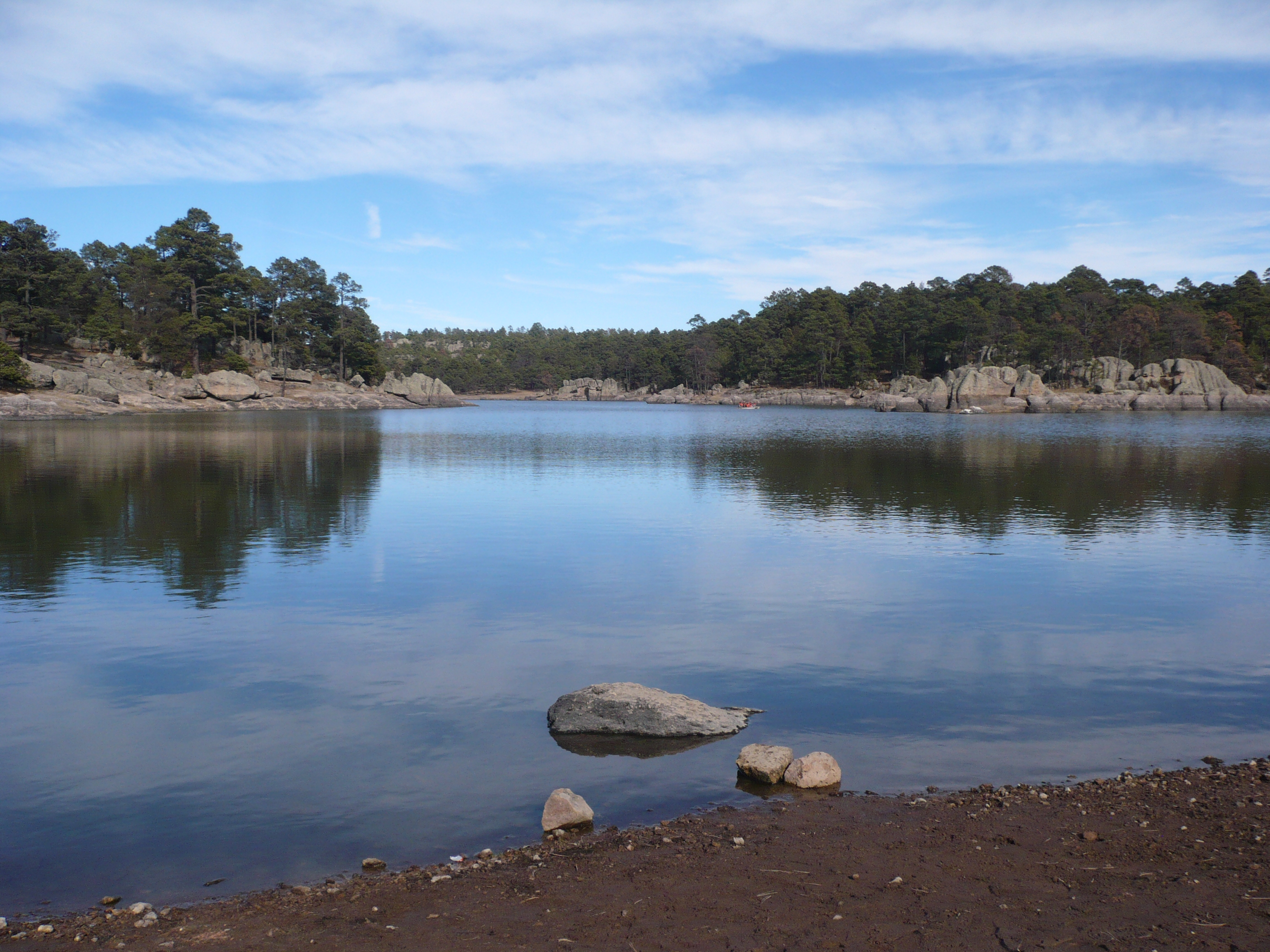
Lago Arareko

I Tarahumara non amano certo i conquistatori spagnoli o politici Messicani passati, che hanno governato il loro territorio, non vi sono quindi monumenti o altri luoghi che ricordino tali personalità, vi sono comunque numerosi luoghi naturali molto apprezzati dai visitatori, che valgono sicuramente la pena di essere menzionati per via della bellezza naturale che li compongono, va segnalato che l'ingresso a San Ignacio è a pagamento per i non residenti, il costo, al febbraio 2025 è di 50 pesos messicani a persona, vi sono due ingressi, il primo è nelle vicinanze del paese di Creel, il secondo, più a sud è sulla strada per Guachochi, vicino al Lago de Arareco, nessuna strada all'interno della comunità di San Ignacio è asfaltata e non vi sono mezzi pubblici per arrivarci:
Misión de San Ignacio Arareko è la chiesa che da il nome alla comunità, risalente al 1746 interamente in pietra, ha la caratteristica di non avere il crocifisso sopra l'altare come comune nelle chiese cattoliche, ma un'immagine di San Ignacio, venerato dai Tarahumara, inoltre non vi sono al centro della navata la panche per far sedere i fedeli, ma queste sono poste addossate alle pareti laterali, sulla destra dell'entrata si siedono gli uomini, mentre sulla sinistra le donne con i bambini.
Cueva Tarahumara o Cueva de Sebastián, (Grotta Tarahumara o Grotta Sebastián), è una delle poche grotte ancora utilizzate, questa grotta è conosciuta perché è stata il luogo in cui è stato girato il film "Tarahumara" con Ignacio López Tarso nel 1965.
Valle de las Ranas, (Valle delle rane), è una serie di formazioni rocciose, alcune delle quali hanno forme simili a delle rane.

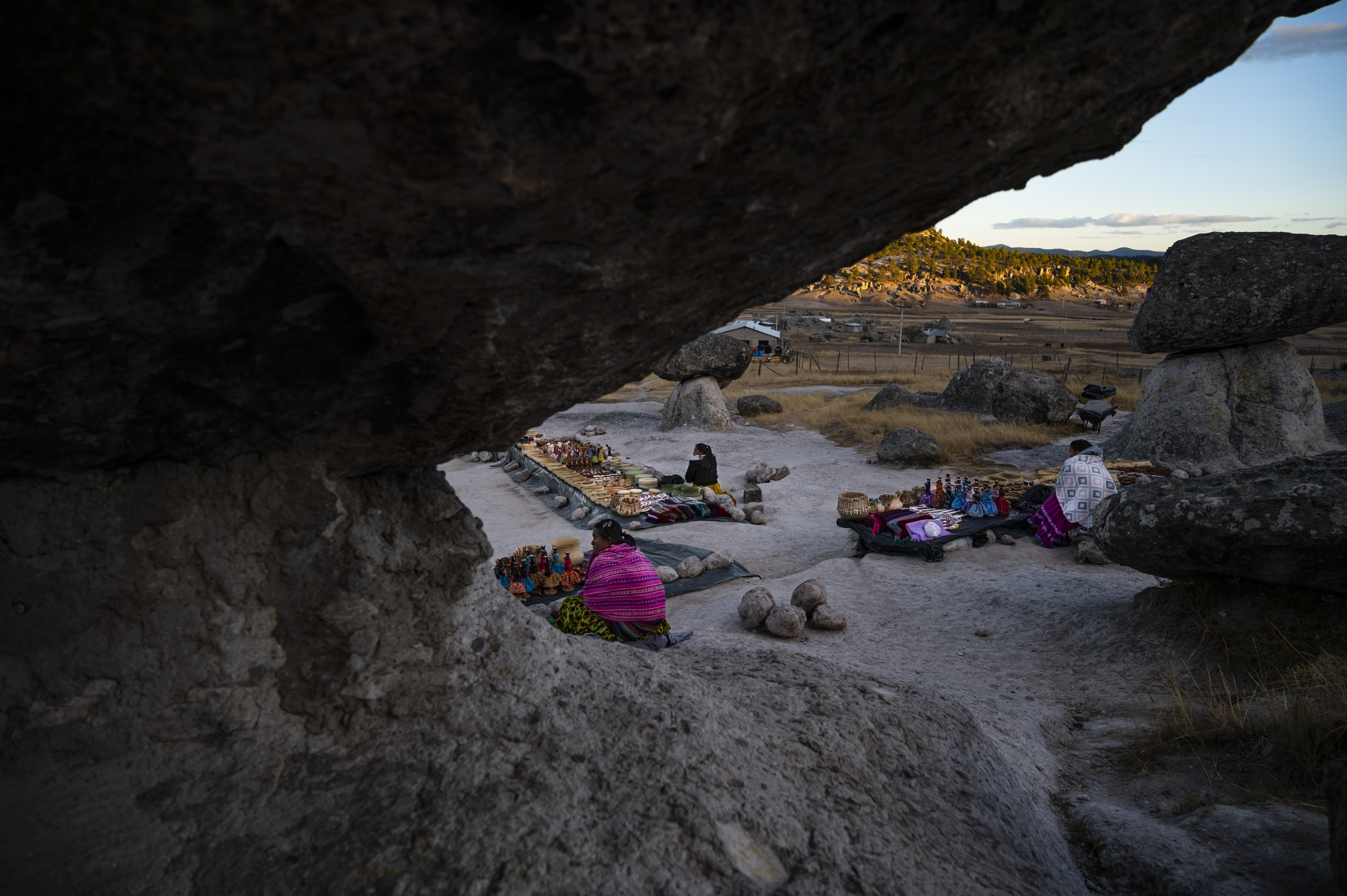
Valle de los Hongos

Valle de los Hongos, (Valle dei funghi), come la precedente è una serie di formazioni rocciose sormontate da altre pietre che gli danno la forma di funghi.
Cimitero di San Ignacio de Arareko, è un vecchio cimitero ormai non più in uso e abbandonato che da un'immagine spettrale al luogo, inizialmente gli abitanti della vicina Creel, venivano sepolti qui prima che questa avesse il suo cimitero.
Valle De La Montura, un altro luogo con formazioni rocciose di diversa grandezza, una di queste assomiglia ad un gallina che cova.
Valle de los Monjes, (Valle dei Monaci), situata a 6 km da San Ignacio, nello stesso territorio è un complesso di enormi pietre alte fino a 60 m che, per la loro forma, ricordano dei monaci. Come le precedenti, sono grandi rocce calcaree erose dalla pioggia e dall'aria nel corso di milioni di anni e somigliano a figure umane con la testa e la tonaca, i geologi assicurano che sono il prodotto di forti movimenti rocciosi, combinati con l'erosione, che continuano ancora oggi. L'ingresso a questa valle richiede un'ulteriore pagamento di 20 pesos messicani a persona.
Piedra Del Elefante, (Pietra dell'elefante), sulla strada per Guachochi, vicino al secondo ingresso per San Ignacio, a 3,5 km da San Ignacio, nello stesso territorio, questa enorme roccia, è composta da tre rocce attaccate, e ha la forma di un elefante.
Lago de Arareko, sulla strada per Guachochi, vicino al secondo ingresso per San Ignacio, a 4 km da San Ignacio, nello stesso territorio, il lago, originato dallo sbarramento delle acque di due fiumi, è lungo 3 km, a forma di U, ha una superficie di 40 ettari, è particolarmente bello durante il periodo delle piogge, quando il livello dell'acqua è alto e si colora di azzurro.
Museo Tarahumara de Arte Popular, situato nel centro della vicina Creel, a circa 4,5 km da San Ignacio è l'unico museo che tratta la cultura Tarahumara Rarámuri, inaugurato il 13 giugno 1998, ha l'obiettivo di far conoscere i temi essenziali della cultura preispanica della regione, attraverso vari elementi legati all'etnografia, all'arte popolare e alla storia. Le descrizioni del materiale esposto sono in 3 lingue: spagnolo, inglese e rarámuri.

## Trasporti
Non vi sono mezzi pubblici che passano per San Ignacio de Arareko, il punto di transito più vicino è la cittadina di Creel, collegata direttamente da una strada non asfaltata, di circa 4.5 km alla chiesa di San Ignacio.
Strade locali: La strada (non asfaltata), proveniente dal centro di Creel arriva direttamente alla chiesa di San Ignacio, da dove poi si divide per il Lago Arareko sulla destra e per la Valle de Los Monjes a sinistra, la strada, (asfaltata), per Guachochi, passa al lato dell'ingresso sud di San Ignacio, alla Piedra Del Elefante, e al lago Arareko.
Autobus: Dal vicino paese di Creel, due linee di autobus fanno servizi giornalieri con partenze circa ogni due ore nell'arco della giornata con destinazione La Junta, (dove è possibile prendere coincidenze per Madera), Chihuahua, Cuahutemoc e Divisadero.
Treno: La stazione di Creel fa parte della ferrovia Chihuahua al Pacífico, (Chepe), che va dalla città di Chihuahua a Los Mochis.
Aereo: L'Aeropuerto Regional Barrancas del Cobre, inaugurato il 31 gennaio 2024 dista poco più di 9 kilometri da San Ignacio, sulla strada per Divisadero, ma al momento ha solo voli regionali per Chihuahua tipo aerotaxi. L'altro aeroporto è l'Aeroporto internazionale General Roberto Fierro Villalobos di Chihuahua che dista 281 km.